# RapidEye
RapidEye AG était une entreprise allemande exploitant 5 satellites de télédétection mise en œuvre en 2008 par le canadien MacDonald Dettwiler (MDA) pour l'entreprise allemande RapidEye AG, dans le cadre d'un contrat d'environ 160 millions d'euros. L'idée a été lancée par l'entreprise allemande Kayser-Threde GmbH en 1996 et RapidEye AG a été fondée en 1998. L'entreprise a reçu des investissements du Land de Brandebourg, de la compagnie d'assurances Vereinigte Hagel et de l'agence spatiale allemande DLR.
En 2015, RapidEye est racheté Planet Labs et ses satellites sont finalement retirés du service en 2020.

## Historique
En 1998, RapidEye est créée en tant qu'entreprise indépendante à Munich avec un financement de démarrage de quelques investisseurs privés et Vereinigte Hagelversicherung, un fournisseur d'assurance agricole allemand.
Le 29 août 2008, les cinq satellites d'observation de la Terre RapidEye sont lancés par une unique fusée russe Dnepr à partir de Baïkonour au Kazakhstan et non du cosmodrome de Iasny, situé près de Iasny en Russie, comme prévu auparavant,.
En février 2009, et à la suite de la phase MPAR (essais et étalonnage), l'activité commerciale débute.
Le 30 mai 2011, RapidEye est mis en faillite,. 
Le 29 août 2011, RapidEye Blackbridge Ltd. de Lethbridge, Alberta, Canada acquiert RapidEye AG. Le siège de la société est transféré à Berlin en 2012, puis RapidEye change officiellement de nom en BlackBridge le 6 novembre 2013.
En 2015, Planet Labs rachète RapidEye.
En 2020, les 5 satellites sont retirés du service.

## Activités
RapidEye AG, établi à Brandebourg-sur-la-Havel depuis 2004, fournissait des produits et des applications de télédétection dans ces différents domaines :
- Agriculture - suivi de la croissance, prévision de rendements, identification des cultures...
- Foresterie - détection d'essences, de la biomasse...
- Sécurité & Situations de crise - gestion des risques, catastrophes naturelles...
- Energie & Infrastructures - suivi de pipelines, occupation du sol, caractérisation des objets...
- Environnement - détection de changements...
- Cartographie - cartes satellitales, orthophotographies...
- Autres marchés - visualisation 3D, modèle numérique de terrain...

La résolution spatiale de 5 mètres permettait de créer des produits tels que des cartes topographiques à une échelle de 1:25000. La bonne résolution spectrale (5 bandes dans le spectre visible et l'infrarouge) permettait de caractériser aisément les différents types de végétation.

## La constellation de satellites
Le capteur optique utilisé sur chaque satellite mesurait la réflectance dans cinq bandes spectrales, dans des longueurs d'onde comprises entre 400 et 850 nanomètres, avec une résolution spatiale de 6,5 mètres au nadir, 5 mètres après orthorectification. La réflectance était mesurée sur 12 bits, soit 4096 niveaux. L'enregistrement des données se faisait sur une bande de 77 km de large. Les capteurs ont été fabriqués par l'entreprise allemande Jena-Optronik (de). Les 5 bandes spectrales sont :
- 440 - 510 nm (bleu)
- 520 - 590 nm (vert)
- 630 - 685 nm (rouge)
- 690 - 730 nm (red-edge)
- 760 - 850 nm (proche infrarouge)

L'utilisation de 5 satellites permettait une large couverture de la Terre ainsi qu'une bonne répétitivité. Ces satellites étaient répartis sur une même orbite héliosynchrone, à 630 kilomètres d'altitude, afin de garantir de bonnes conditions d'observation et un faible temps de revisite. Ainsi, la constellation permettait d'observer n'importe quelle zone du globe sous 24 heures, couvrant l'intégralité de la planète (jusqu'à 84° de latitude) en seulement 8 jours et l'intégralité des étendues cultivées d'Europe et d'Amérique du Nord en 5 jours. 
Le téléchargement des données acquises vers la station de réception située sur l'archipel de Svalbard se faisait en bande X, à 80 Mb/s.
Chaque satellite avait un poids d'environ 156 kilogrammes. À l'issue d'un concours ouvert au monde entier, les satellites RapidEye ont été nommés d'après les noms grecs suivants : 
- TACHYS (Rapide)
- MATI (Œil)
- CHOMA (Terre)
- CHOROS (Espace)
- TROCHIA (Orbite)

La plateforme satellitale RapidEye a été construite et testée par le constructeur anglais Surrey Satellite Technology Ltd (SSTL). RapidEye est la deuxième constellation multisatellite conçue après la constellation DMC Disaster Monitoring Constellation.